# Pietà (Malta)
Pietà (oder Tal-Pietà) ist eine kleine Stadt in Malta im Gebiet um den Marsamxett Harbour. Pietà schließt sich direkt westlich an Floriana an. Ihr Name ist aus dem Italienischen abgeleitet und bedeutet „Frömmigkeit“.

## Beschreibung
Das ehemalige staatliche maltesische Krankenhaus, St. Luke’s Hospital, liegt in Pietà, ebenso wie die medizinische Fakultät der Universität Malta. Pietà liegt am Marsamxett Harbour und ein altes Bootshaus von beträchtlichem historischen Interesse findet sich an der Promenade. Ebenso geschichtlich interessant, weil sichtbar auf vielen alten Drucken, ist die kleine Kapelle Our Lady of the Sorrows (Mutter der Schmerzen), die im 17. Jahrhundert entstand. Die Kapelle ist noch heute in Benutzung.
Die Pfarrkirche geht nur auf das Jahr 1968 zurück. Sie ist der Gottesmutter von Fátima geweiht und wird vom Dominikanischen Orden betrieben. Das St. Augustine College gehört dem Augustinischen Orden. Zwei Straßen in der Nähe tragen die Namen von St. Augustin und seiner Mutter, der hl. Monika. Von Pietà fahren Fähren nach Gozo und  Sizilien ab. Ebenfalls ist hier das Depot der Patrouillenboote der maltesischen Marine in Haywharf zu finden. Auf dem Gemeindegebiet von Pietà liegt auch der Weiler Gwardamanġa.
Ebenfalls in Pietà finden sich:
- Das Waisenhaus der Ursulinen
- PB,- ein nationaler Fernsehsender
- Villa Guardamangia, ehemalige Residenz der Prinzessin Elisabeth, der späteren Königin Elisabeth II., von 1949 bis 1951
- der Ta’ Braxia Friedhofskomplex, auf dem viele britische Veteranen aus dem Ersten Weltkrieg und Garnison-Veteranen der britischen Armee sowie der Navy bestattet sind
- das 1969 erbaute Hauptquartier der Partit Nazzjonalista
- der Fußballverein Pietà Hotspurs, der seit 1994 in der Maltese Premier League spielt

Pietà ist ein Vorort von Msida und Valletta. Die meisten Einwohner kamen in den letzten 30 Jahren aus dieser Region. Bevölkerungszahl und Stadt sind in den letzten Jahren dank eines neuen Siedlungsgebietes und der Renovierung alter Häuser stark gewachsen.

## Söhne und Töchter der Stadt
- Alfred Sant (* 1948), Politiker und ehemaliger Premierminister von Malta
- Alfred Zammit (* 1969), Fernsehmoderator und Politiker
- Jason Azzopardi (* 1971), Politiker
- Glenn Bedingfield (* 1974), Journalist und Politiker
- Joseph Muscat (* 1974), Politiker
- Jonathan Holland (* 1978), Fußballspieler
- Kenneth Scicluna (* 1979), Fußballspieler
- Yorgen Fenech (* 1981), Unternehmer
- Michael Mifsud (* 1981), Fußballspieler
- Etienne Barbara (* 1982), Fußballspieler
- Cleavon Frendo (* 1985), Fußballspieler
- Edward Herrera (* 1986), Fußballspieler
- André Schembri (* 1986), Fußballspieler
- Ian Borg (* 1986), Politiker und Außenminister
- Henry Bonello (* 1988), Fußballspieler
- Alex Agius Saliba (* 1989), Jurist und Politiker
- Diane Borg (* 1990), Sprinterin
- Terence Vella (* 1990), Fußballspieler
- Elaine Genovese (* 1991), Tennisspielerin
- Jean Paul Farrugia (* 1992), Fußballspieler
- Matthew Abela (* 1999), Badmintonspieler
- Claire Azzopardi (* 1999), Leichtathletin
- Haley Bugeja (* 2004), Fußballspielerin